# Pablo Fornals
Pablo Fornals Malla (Castellón de la Plana, Comunidad Valenciana, 22 de febrero de 1996) es un futbolista español que juega como centrocampista en el Real Betis Balompié de la Primera División de España.

## Trayectoria
Nacido en Castellón de la Plana, se unió al Málaga C. F. en el año 2012 con 16 años, procedente del C. D. Castellón.
Debutó en el Atlético Malagueño en la campaña 2014-15, en la Tercera División. Con el primer equipo jugó su primer partido el 26 de septiembre de 2015, en un empate a 0 ante el Real Madrid. El 24 de julio de 2017 se hizo oficial su pase al Villarreal Club de Fútbol con el pago de su cláusula de recisión de 12 000 000€.
El 13 de enero de 2018, con su gol en el 87', el Villarreal le ganó por primera vez en su historia como visitante al Real Madrid. El 26 de septiembre, en su partido número cien en Primera División, marcó un gol espectacular con una volea desde 45 metros en la victoria por 0 a 3 en San Mamés.
El 14 de junio de 2019 se hizo oficial su fichaje por el West Ham United F. C., con un contrato de cinco temporadas más otra opcional. Durante su estancia en el conjunto inglés disputó más de 200 partidos y ayudó al equipo a ganar la Liga Europa Conferencia de la UEFA 2022-23.
El 2 de febrero de 2024 regresó al fútbol español después de ser traspasado al Real Betis Balompié y firmar un contrato hasta 2029.

## Selección nacional
El 28 de marzo de 2016 jugó su primer partido como internacional sub-21 en un amistoso ante Noruega.
Debutó con la selección absoluta de España el 29 de mayo de 2016, durante un partido amistoso frente a la selección de Bosnia, en el que venció el combinado nacional español por tres goles a uno. Salió en el minuto 83' en sustitución de San José.
El 18 de noviembre de 2018 jugó su segundo encuentro amistoso con la selección nacional, nuevamente, contra Bosnia y Herzegovina en el Estadio de Gran Canaria (Las Palmas).
En junio de 2019 fue convocado para participar en la Eurocopa sub-21 de Italia y San Marino.

## Estadísticas

### Clubes
| Club                             | Div.          | Temporada     | Liga  | Liga  | Copas nacionales | Copas nacionales | Copas internacionales | Copas internacionales | Total | Total |
| Club                             | Div.          | Temporada     | Part. | Goles | Part.            | Goles            | Part.                 | Goles                 | Part. | Goles |
| -------------------------------- | ------------- | ------------- | ----- | ----- | ---------------- | ---------------- | --------------------- | --------------------- | ----- | ----- |
| Atlético Malagueño · España      | 3.ª           | 2014-15       | 36    | 9     | ―                | ―                | ―                     | ―                     | 36    | 9     |
| Atlético Malagueño · España      | 3.ª           | 2015-16       | 5     | 3     | ―                | ―                | ―                     | ―                     | 5     | 3     |
| Atlético Malagueño · España      | Total club    | Total club    | 41    | 12    | 0                | 0                | 0                     | 0                     | 41    | 12    |
| Málaga C. F. · España            | 1.ª           | 2015-16       | 27    | 1     | 2                | 0                | ―                     | ―                     | 29    | 1     |
| Málaga C. F. · España            | 1.ª           | 2016-17       | 32    | 6     | 2                | 0                | ―                     | ―                     | 34    | 6     |
| Málaga C. F. · España            | Total club    | Total club    | 59    | 7     | 4                | 0                | 0                     | 0                     | 63    | 7     |
| Villarreal C. F. · España        | 1.ª           | 2017-18       | 35    | 3     | 4                | 0                | 7                     | 1                     | 46    | 4     |
| Villarreal C. F. · España        | 1.ª           | 2018-19       | 35    | 2     | 3                | 0                | 12                    | 3                     | 50    | 5     |
| Villarreal C. F. · España        | Total club    | Total club    | 70    | 5     | 7                | 0                | 19                    | 4                     | 96    | 9     |
| West Ham United F. C. Inglaterra | 1.ª           | 2019-20       | 36    | 2     | 4                | 2                | ―                     | ―                     | 40    | 4     |
| West Ham United F. C. Inglaterra | 1.ª           | 2020-21       | 33    | 5     | 3                | 1                | ―                     | ―                     | 36    | 6     |
| West Ham United F. C. Inglaterra | 1.ª           | 2021-22       | 36    | 6     | 6                | 0                | 12                    | 0                     | 54    | 6     |
| West Ham United F. C. Inglaterra | 1.ª           | 2022-23       | 32    | 3     | 4                | 1                | 14                    | 3                     | 50    | 7     |
| West Ham United F. C. Inglaterra | 1.ª           | 2023-24       | 15    | 0     | 3                | 0                | 5                     | 0                     | 23    | 0     |
| West Ham United F. C. Inglaterra | Total club    | Total club    | 152   | 16    | 20               | 4                | 31                    | 3                     | 203   | 23    |
| Real Betis Balompié · España     | 1.ª           | 2023-24       | 15    | 3     | ―                | ―                | 0                     | 0                     | 15    | 3     |
| Real Betis Balompié · España     | 1.ª           | 2024-25       | 26    | 2     | 1                | 0                | 11                    | 0                     | 38    | 2     |
| Real Betis Balompié · España     | 1.ª           | 2025-26       | 1     | 0     | 0                | 0                | 0                     | 0                     | 1     | 0     |
| Real Betis Balompié · España     | Total club    | Total club    | 42    | 5     | 1                | 0                | 11                    | 0                     | 54    | 5     |
| Total carrera                    | Total carrera | Total carrera | 364   | 45    | 32               | 4                | 61                    | 7                     | 457   | 56    |
| 1. 2.                            |               |               |       |       |                  |                  |                       |                       |       |       |

## Palmarés

### Títulos internacionales
| Título                             | Equipo                | Sede   | Año  |
| ---------------------------------- | --------------------- | ------ | ---- |
| Eurocopa Sub-21                    | España                | Italia | 2019 |
| Liga Europa Conferencia de la UEFA | West Ham United F. C. | Praga  | 2023 |